# Socrate di Acaia
Socrate (in greco antico: Σωκράτης?, Sokràtes; Acaia, 436 a.C. circa – 401 a.C.) è stato un militare greco antico che partecipò alla spedizione dei Diecimila condotta da Ciro il Giovane contro il fratello Artaserse.

## Biografia
Senofonte descrive Socrate come un soldato coraggioso in guerra e un amico affidabile. Socrate fu chiamato da Ciro il Giovane, con cui aveva già dei contatti, affinché portasse il maggior numero di truppe possibili con il pretesto di un attacco al satrapo Tissaferne. Socrate aveva precedentemente assediato Mileto insieme a Pasione di Megara.
Condusse da Ciro, a Sardi, nel 401 a.C., circa 500 opliti. Solo più tardi a Socrate e agli altri soldati dei Diecimila furono rivelati i piani di Ciro, intendeva impadronirsi del trono di Persia sottraendolo al fratello Artaserse. Socrate combatté nella battaglia di Cunassa, dove i mercenari greci assoldati da Ciro riuscirono a volgere in fuga i Persiani, ma i contingenti di Ciro subirono pesanti perdite e Ciro stesso venne ucciso in battaglia.
Morto Ciro, le truppe greche vennero lasciate al loro destino e cercarono tornare a casa stringendo accordi prima con Arieo (amico e braccio destro di Ciro) e poi con Tissaferne, che aveva guidato le truppe fedeli ad Artaserse nella battaglia. In seguito molti strateghi greci furono traditi da Tissaferne e Arieo e fatti cadere in un tranello, in cui vennero catturati Socrate stesso, Clearco, Agia di Arcadia, Menone di Farsalo e Prosseno di Beozia: questi vennero infatti convocati all'accampamento di Tissaferne con intenzioni cordiali, quindi furono sequestrati e condotti da Artaserse, al cospetto del quale vennero in seguito giustiziati.